# 화순전남대학교병원
화순전남대학교병원(和順全南大學校病院)은 전라남도 화순군 화순읍 서양로 322에 있으며, 2004년 4월 26일 진료를 개시하였다.